# 周克華
周 克華（しゅう こくか、中国語: 周 克华、1970年2月6日 - 2012年8月14日）は、中華人民共和国で殺人と強盗の疑いをかけられていた重慶市の人物。彼は少なくとも9件の殺人事件や強盗事件に関与したと考えられ、中華人民共和国公安部からAクラス犯罪者の1人に認定されている。
周は1985年に虐待罪で14日間拘留され、2005年5月16日に武器密売と殺人罪で再び投獄された。2008年4月15日に周は刑務所から解放され、無駄な放浪を始めた。
その後、生活に困り2009年に殺人と強盗を再開。2012年1月6日に南京市下関区（現・鼓楼区）で大きな殺人・強盗事件を起こした後、同年8月10日に重慶市で2度の大きな殺人事件を起こした。それから4日後の8月14日、周は重慶市沙坪ハ区の通りで警察に射殺された。